# Jesper Svensson
Carl Jesper Svensson (Jönköping, 6 marzo 1990) è un ex calciatore svedese, di ruolo centrocampista o difensore.

## Caratteristiche tecniche
Nei primi anni di carriera veniva schierato nella posizione di terzino, successivamente è stato spostato più in avanti, sull'esterno di centrocampo.

## Carriera
Svensson è nato a Jönköping ed ha iniziato la carriera nello Jönköpings Södra, la principale squadra cittadina che all'epoca militava in Superettan. Nel 2009 ha collezionato tre presenze, mentre nella prima metà della stagione 2010 invece è sceso in campo in un'occasione. Nel luglio 2010 è stato girato in prestito in Division 1 all'Husqvarna, società dell'omonima area urbana situata nei pressi di Jönköping.
Rientrato allo Jönköpings Södra, ha trovato maggiore spazio già dalla stagione 2011, quando ha disputato 20 partite di cui 16 da titolare. Anche nelle annate a seguire si è ritagliato uno spazio stabile nell'undici titolare.
Il campionato di Superettan 2015 ha visto la squadra salire in Allsvenskan, interrompendo un'assenza che durava da 46 anni. Svensson ha contribuito a quell'annata con 27 presenze e 2 gol.
Al suo primo anno nella massima serie, Svensson è stato utilizzato in 26 partite, ma al tempo stesso è stato utilizzato meno frequentemente da primo minuto, complice anche l'arrivo del compagno di reparto Dzenis Kozica (che nel precedente campionato di Superettan si era rivelato miglior uomo assist del torneo). Nell'Allsvenskan 2017, invece, Svensson è stato impiegato in 16 occasioni da titolare e in 11 da subentrante, tuttavia la stagione si è conclusa con la retrocessione.
La sua lunga militanza tra le file dello Jönköpings Södra, che lo ha visto scendere in campo in più di 300 partite ufficiali, è terminata alla fine della stagione 2021.